# Helen Broderick
Helen Broderick, född 11 augusti 1891 i Philadelphia, Pennsylvania, död 25 september 1959 i Beverly Hills, Kalifornien, var en amerikansk skådespelare. Hon debuterade på Broadway 1907 i Follies of 1907. Hon återkom i scenroller fram till 1934, och medverkade i många musikaler. Filmdebuten skedde 1924, men hon kom inte att ägna sig åt filmskådespeleri på allvar förrän i början av 1930-talet. Hon var en komedienne, och sågs framförallt i roller som kvicka väninnor till filmernas huvudrollsinnehavare.
Hon var mor till skådespelaren Broderick Crawford.

## Filmografi, urval
- 1935 – Top Hat
- 1936 – Dansen går
- 1938 – Vad ska en fattig flicka göra?
- 1938 – Firman fixar allt
- 1939 – Smekmånad på Bali
- 1941 – En ladys hjärta
- 1941 – Härligt men farligt
- 1946 – För hans skull

## Teater

### Roller
| År   | Roll        | Produktion                       | Regi | Teater                        |
| ---- | ----------- | -------------------------------- | ---- | ----------------------------- |
| 1923 | Mrs. Taylor | The Wild Westcotts Anne Morrison |      | Frazee Theatre, New York, USA |